# Кайё, Люсьен
Люсьен Кайё (фр. Lucien Cayeux; 26 марта 1864, Семузи — 1 ноября 1944, Мов-сюр-Луар) — французский геолог, петрограф и картограф. Член Парижской академии наук (1928), иностранный член-корреспондент Академии наук СССР (1929)

## Биография
С 1902 года работал в Горной школе, где в 1907 году стал профессором геологии. С 1912 года заведовал кафедрой геологии в Коллеж де Франс.
Известен исследованием отложений при помощи поляризационного микроскопа и был одним из пионеров в этой области. Он проанализировал и изучил структурные, минералогические и химические породы. Он проводил микрографические исследования осадочных пород Франции и фосфатов из Северной Африки.